# خانواده سلطنتی

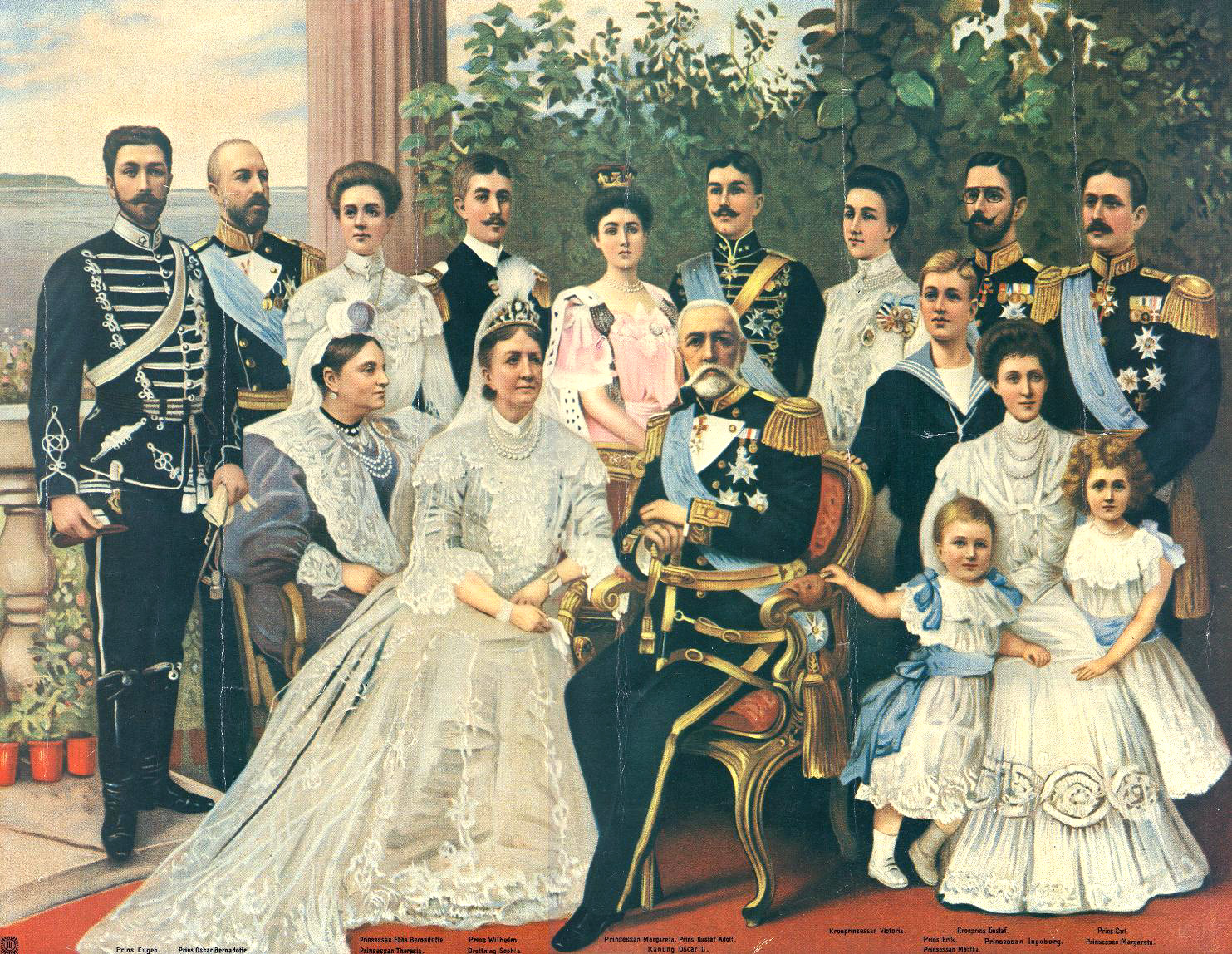
نگاره‌ای از خانواده سلطنتی سوئد در زمان اسکار دوم که او، همسرش، فرزندانش و نوه‌هایش را نشان می‌دهد. (سال ۱۹۰۵)

خانواده سلطنتی یک نوع خانواده متشکل از بستگان نزدیک یک پادشاه است. یک خانواده سلطنتی معمولاً شامل پادشاه، ملکه، فرزندان و نوادگان آنهاست. همچنین در صورت وجود، ملکه‌های بیوه، برادران و خواهران پادشاه نیز از اعضای خانواده سلطنتی محسوب می‌شوند. در برخی موارد، عضویت در خانواده ممکن است تا نوادگان دور و زنده مانده یک پادشاه گسترش یابد. در در برخی سلطنت‌های خاص، مانند پادشاهی هلند که امکان کناره‌گیری داوطلبانه پادشاه وجود دارد، خانواده سلطنتی می‌تواند شامل یک یا چند پادشاه سابق نیز باشد.‌ خانواده سلطنتی با خاندان سلطنتی (که متشکل از مجموعه‌ای از خانواده‌های سلطنتی تداوم یافته است) متفاوت است و با مرگ اعضای قدیم و تولد اعضای جدید، پیوسته در حال تغییر است. خانواده‌هایی به رهبری حاکمان غیرسلطنتی مثل خانواده دونالد ترامپ و خانواده اسد، خانواده سلطنتی نیستند.

## فهرست خانواده‌های سلطنتی
فهرست برخی از خانواده‌های سلطنتی جهان در به شرح زیر است:

### فعلی
- خانواده سلطنتی بریتانیا
- خانواده سلطنتی سوئد
- خانواده سلطنتی دانمارک
- خانواده سلطنتی هلند
- خانواده سلطنتی نروژ
- خانواده سلطنتی اسپانیا

### سابق
- خانواده سلطنتی یونان
- خانواده سلطنتی آلبانی
- خانواده سلطنتی فنلاند
- خانواده سلطنتی ایرلند
- خانواده سلطنتی پهلوی